# Lingulinopsis
Lingulinopsis es un género de foraminífero bentónico considerado un sinónimo posterior de Pseudonodosaria
de la subfamilia Nodosariinae, de la familia Nodosariidae, de la superfamilia Nodosarioidea, del suborden Lagenina y del orden Lagenida. Su especie-tipo era Lingulina bohemica. Su rango cronoestratigráfico abarcaba desde el Eoceno superior hasta la Actualidad.

## Clasificación
Lingulinopsis incluía a las siguientes especies:
- Lingulinopsis acutimargo
- Lingulinopsis basicostata
- Lingulinopsis bohemica
- Lingulinopsis carlofortensis
- Lingulinopsis comis
- Lingulinopsis folium
- Lingulinopsis himerensis
- Lingulinopsis inflatus
- Lingulinopsis koberi
- Lingulinopsis permiana
- Lingulinopsis rotaliaeformis
- Lingulinopsis sectio